# Porta Sole
La Porta Sole est l'une des plus anciennes portes de Pérouse, mentionnée par Dante Alighieri dans Le Paradis.

« Entre le Turpino  et l’eau qui descend de la colline choisie par le bienheureux Ubaldo, une côte fertile pend du haut mont par lequel Pérouse sent le froid et le chaud du côté de Porta-Sole, et derrière elle pleurent Nocera et Gualdo, à cause du joug pesant »

— Dante Alighieri, Divine Comédie, Paradis, Chant XI. wikisource
Son emplacement était situé au point le plus élevé de la ville, la La collina del sole (« colline du Soleil ») d'où le nom de l'actuel quartier. N'existant plus aujourd'hui sous sa forme originale, l'arco dei Gigli, située Via Bontempi et reconstruite au Moyen Âge a hérité de son nom. L'endroit, fortifié  au XIVe siècle sous la forme d'une citadelle militaire, a été démoli après un soulèvement populaire en 1376.
Le blason original de la porte et du quartier représente le soleil, associé à la couleur blanche de la lumière et à la farine qui provenait des moulins du Tibre. 